# Midland (Ontário)
Midland é uma pequena cidade localizada na Baía Georgiana, no Condado de Simcoe, Ontário, Canadá. Faz parte da região de Huronia/Wendat, no Centro de Ontário.